# Col du Grand Colombier
Il Col du Grand Colombier è un valico del Massiccio del Giura posto a 1498 m s.l.m., che mette in comunicazione le località di Virieu-le-Petit e Anglefort, nel dipartimento dell'Ain, nella regione Alvernia-Rodano-Alpi, nel centro-est della Francia. Il valico è transitabile sia con autoveicoli, sia a piedi, da entrambe le direzioni.

## Caratteristiche
Il valico del Col du Grand Colombier è la strada principale per raggiungere la vetta vera e propria del Grand Colombier. Questa colle separa la valle del Séran, ad ovest, dalla valle del Rodano, a sud-est. Gli accessi al valico sono la D-69 e la D-120.

## Ciclismo
Il Col du Grand Colombier è conosciuto in ambito internazionale, grazie ad alcune manifestazioni ciclistiche francesi: al Tour de France è stato scalato 4 volte (nel 2012, 2016, 2017 e nel 2020). Una sola volta, nel 2020, è stato arrivo di tappa. Inoltre il colle è stato affrontato in alcune edizioni del Critérium du Dauphiné e del Tour de l'Avenir. Al Tour de l'Ain è spesso arrivo di tappa.
Tappe del Tour de France con transito o arrivo al Col du Grand Colombier
| Anno | Tappa | Partenza        | Arrivo                   | km    | Vincitore di tappa | Maglia gialla   |
| ---- | ----- | --------------- | ------------------------ | ----- | ------------------ | --------------- |
| 2012 | 10ª   | Mâcon           | Bellegarde-sur-Valserine | 194,5 | Thomas Voeckler    | Bradley Wiggins |
| 2016 | 15ª   | Bourg-en-Bresse | Culoz                    | 160   | Jarlinson Pantano  | Chris Froome    |
| 2017 | 9ª    | Nantua          | Chambéry                 | 181,5 | Rigoberto Urán     | Chris Froome    |
| 2020 | 15ª   | Lione           | Col du Grand Colombier   | 175,0 | Tadej Pogačar      | Primož Roglič   |